# Jazz Workshop Revisited
Jazz Workshop Revisited è il quarto album live di Julian Cannonball Adderley, pubblicato nel 1962 dalla Riverside Records.
Il disco fu registrato dal vivo il 22 ed il 23 settembre del 1962 al "The Jazz Workshop" di San Francisco in California (Stati Uniti).

## Tracce
Lato A
1. Primitivo – 9:13 (Julian Cannonball Adderley)
2. Jessica's Birthday – 6:31 (Quincy Jones)
3. Marney – 6:55 (Donald Byrd)

Durata totale: 22:39
Lato B
1. The Jive Samba – 11:02 (Nat Adderley)
2. Lillie – 4:44 (Sam Jones)
3. Mellow Buno – 5:52 (Yusef Lateef)

Durata totale: 21:38
CD del 1988, pubblicato dalla Landmark Records
1. An Opening Comment by Cannonball – 0:51
2. Primitivo – 9:12 (Nat Adderley)
3. Jessica's Day – 6:29 (Quincy Jones)
4. Unit 7 – 9:19 (Sam Jones)
5. Another Few Words – 0:26
6. The Jive Samba – 10:59 (Nat Adderley)
7. Marney – 6:51 (Donald Byrd)
8. Lillie – 4:41 (Sam Jones)
9. Mellow Buno – 5:53 (Yusef Lateef)
10. Time to Go Now--Really!! – 0:42

Durata totale: 55:23

## Musicisti
Cannonball Adderley Sextet
- Julian Cannonball Adderley - sassofono alto
- Nat Adderley - cornetta
- Yusef Lateef - sassofono, flauto, oboe
- Joe Zawinul - pianoforte
- Sam Jones - contrabbassista
- Louis Hayes - batteria